# 1967年のル・マン24時間レース

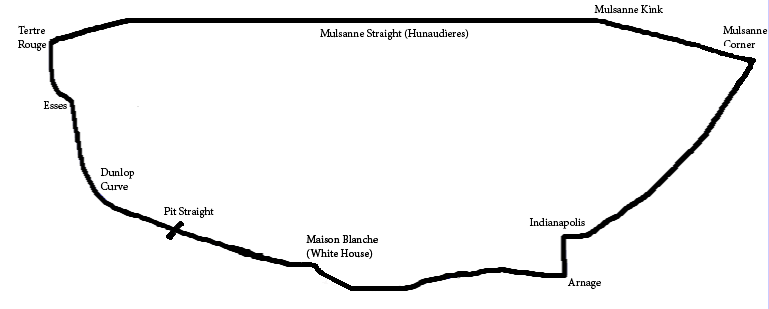
1967年のコース

1967年のル・マン24時間レース（24 Heures du Mans 1967 ）は、35回目のル・マン24時間レースであり、1967年6月10日から6月11日にかけてフランスのサルト・サーキットで行われた。

## 概要
出走したのは54台。完走は16台。
イギリスからの参加は非常に低調で、ロータス・ヨーロッパタイプ47の44号車と、オースチン・ヒーレー・スプライトの2台のみであった。
このレースではアメリカ車にアメリカ人ドライバーの初の優勝だった。ダン・ガーニー/A.J.フォイト組のフォード・GT マークIVが前年を大幅に上回る5,232.900kmを平均速度218.038km/hで走り優勝、前年に続いての連勝となった。
優勝者のダン・ガーニーは表彰台で優勝に興奮し渡されたシャンパンボトルを観客に振りまいたが、これが後に「シャンパン・ファイト」としてレース優勝者の間に広まった。（Chassy Mediaのドキュメンタリー映画「The 24 Hour War」より）。なおスクーデリア・フェラーリはこの年をもってル・マン24時間レースを撤退した。